# 래리 휴즈

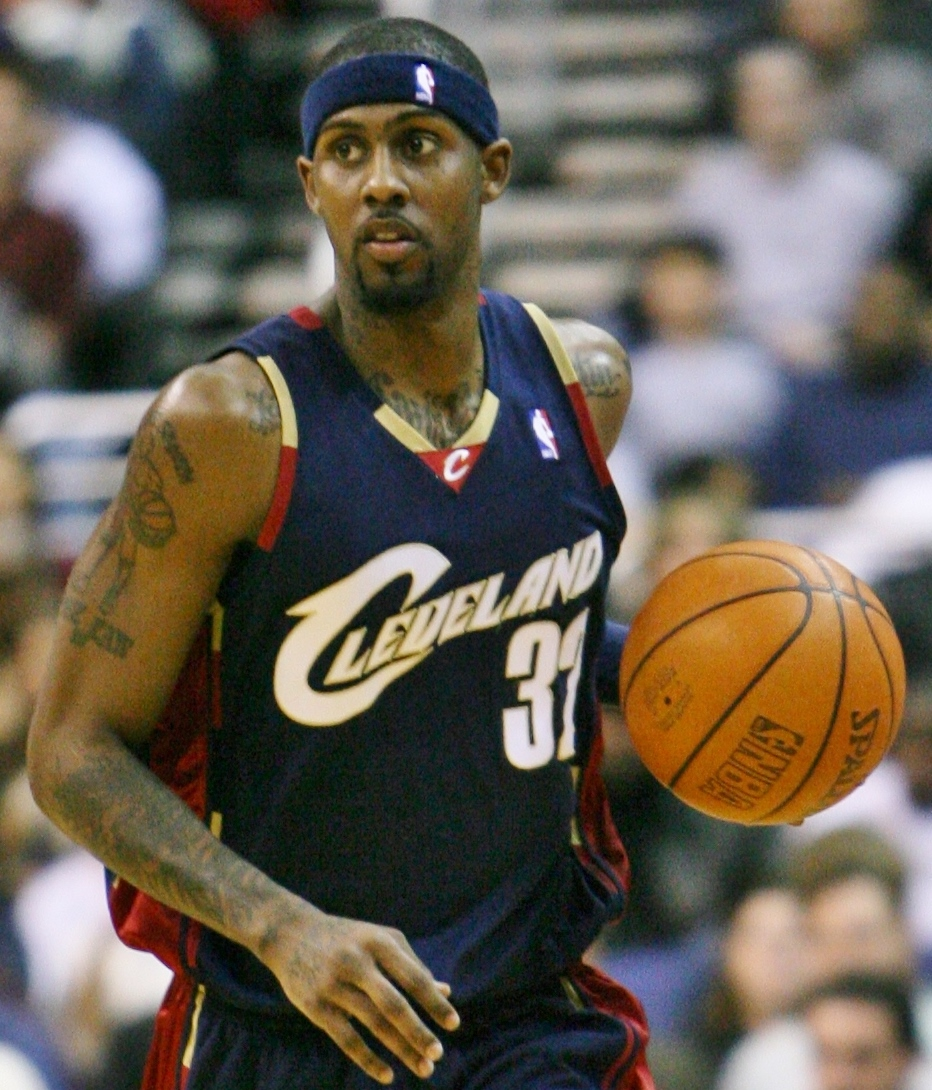

래리 휴즈(Larry Hughes, 본명: 래리 다넬 휴즈 시니어, Larry Darnell Hughes Sr., 1979년 1월 23일 ~ )는 미국의 전직 프로 농구 선수이다. 휴즈는 전미 농구 협회(NBA)에서 14년 동안 경력을 쌓는 동안 8개의 다른 팀에서 뛰었다. 휴즈는 1998년 NBA 드래프트에서 전체 8순위로 선정되기 전에 세인트루이스 대학교를 다녔다. 휴즈는 래리 휴즈 농구 아카데미의 창립자이다.

## 경력
- 1998-2000: 필라델피아 세븐티식서스
- 2000-2002: 골든스테이트 워리어스
- 2002-2005: 워싱턴 위저즈
- 2005-2008: 클리블랜드 캐벌리어스
- 2008-2009: 시카고 불스
- 2009~2010: 뉴욕 닉스
- 2010: 샬럿 밥캣츠
- 2011-2012: 올랜도 매직